# Alain Billiet

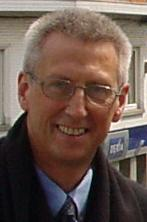
Alain Billiet.

Alain Billiet (Brugge, 5 juni 1951) is een Belgisch grafisch ontwerper die wordt beschouwd als de ontwikkelaar van het €-teken, het valutateken van de euro.
Billiet studeerde rechten aan de Universiteit Antwerpen en volgde vervolgens een grafisch-publicitaire opleiding in Doornik.
In 1992 was hij de verantwoordelijke voor het imago van de Europese Unie tijdens de Wereldtentoonstelling van Sevilla en de Olympische Spelen in Barcelona.

Het symbool van de euro

Billiet kreeg de opdracht van het Europese pr-team van de Europese Unie, onder leiding van Jean-Pierre Malivoir. Uiteindelijk werd zijn ontwerp na controle door meerdere testpanels geselecteerd. Het betreft het intussen bekende €-teken. Dit teken, dat de E van Europa voorstelt, refereert aan de epsilon en de bakermat van de Europese beschaving, gecombineerd met de horizontale strepen die zowel de stabiliteit van de euro dienen te benadrukken alsook op meerdere andere financiële symbolen van referentiemunten voorkomen (zoals $ voor de Amerikaanse dollar, £ voor het Pond sterling en ¥ voor de Yen).
Er bestaat controverse evenwel of Billiet de originele ontwerper is, of zich heeft gesteund op een veel ouder ontwerp van Arthur Eisenmenger, een Duitser die als hoofd-grafisch ontwerper actief was voor de Europese Economische Gemeenschap.
De keuze werd door de Europese Commissie voorgesteld tijdens de Europese top van Dublin in december 1996.
Billiet is gehuwd, vader van vijf kinderen en nu woonachtig in Manage.